# Dorcadiopsis
Dorcadiopsis is een kevergeslacht uit de familie van de boktorren (Cerambycidae). De wetenschappelijke naam van het geslacht werd voor het eerst geldig gepubliceerd in 1941 door Müller.

## Soorten
Dorcadiopsis is monotypisch en omvat slechts de volgende soort:
- Dorcadiopsis planipennis Müller, 1941